# 萊奧甘區
萊奧甘區，是海地的區，位於該國西部，由西部省負責管轄，面積1,015.9平方公里，海拔高度64米，2015年該區人口509,280，人口密度為每平方公里501.3人。